# Hemicentetes nigriceps
Hemicentetes nigriceps là một loài động vật có vú trong họ Tenrecidae, bộ Afrosoricida. Loài này được Günther mô tả năm 1875.

## Hình ảnh

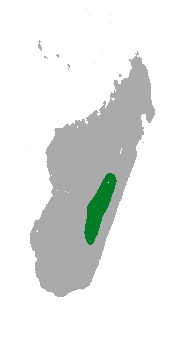